# Malédiction d'Artémisia
Pour les articles homonymes, voir Artemisia.

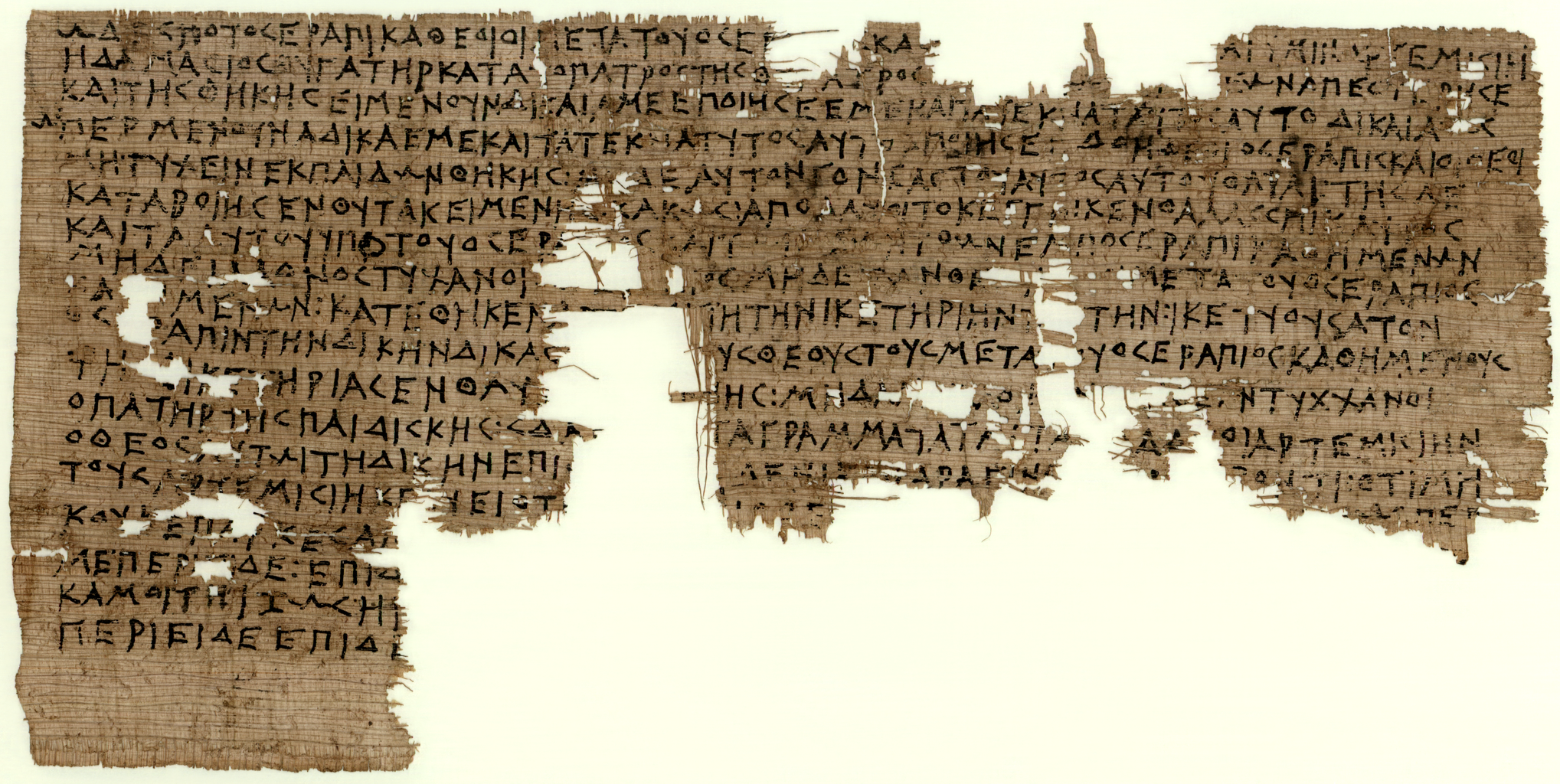
Papyrus Vindobona G1, Memphis,

La malédiction d'Artémisia est un fragment de papyrus (P. Vindob. G 1) déposé dans la deuxième moitié du IVe siècle av. J.-C. dans le sérapéum de Saqqarah près de Memphis, une des grandes villes de la Basse-Égypte, à peu près à l'époque de la conquête de l'Égypte par Alexandre le Grand. Il s'agit du deuxième plus ancien papyrus connu qui a été écrit en grec et les lettres sont encore tracées en capitales anguleuses, comme dans les textes gravés sur la pierre. Mesurant 29,7 × 15,0 centimètres, il est conservé par la bibliothèque nationale autrichienne. Il s'y trouve depuis l'automne 1846, à la suite d'échanges avec le cabinet d'antiquités impérial, et a ensuite été intégré à la collection de papyrus de l'archiduc Rainier. Il s'agit également d'un des premiers papyrus en grec mis à la connaissance du monde scientifique, bien avant les nombreuses découvertes de la fin du siècle.

## Description du texte
Le manuscrit de dix-huit lignes commence par ces mots : 

« Ô Seigneur Osérapis et vous, dieux qui êtes assis avec Osérapis.
Artémisia, la fille d'Amasis, fait appel à vous contre le père de sa fille, qui l'a dépouillée de ses biens funéraires et de la tombe elle-même. S'il a vraiment fait du tort à moi et à ses propres enfants, qu'Osérapis et les dieux veillent à ce qu'il ne reçoive aucune tombe de ses enfants et qu'il n'enterre pas lui-même ses propres parents »

Elle demande également aux dieux d'être sans pitié contre lui et de causer sa perte tant que cette plainte restera dans le temple, ainsi que celle des personnes qui retireront cette lettre ou feront du tort à Artémisia. On peut constater qu'elle dirige sa plainte contre le « père de sa fille » sans le désigner plus précisément et qu'elle donne peu de détail sur l'objet du grief, mais s'étend plutôt sur le châtiment demandé et sur le fait que les dieux doivent lui rendre justice, suivant en ce sens le principe du talion aussi connu dans l'Ancien testament et le code de Hammurabi qui demande que le coupable subisse une punition du même ordre que son crime.

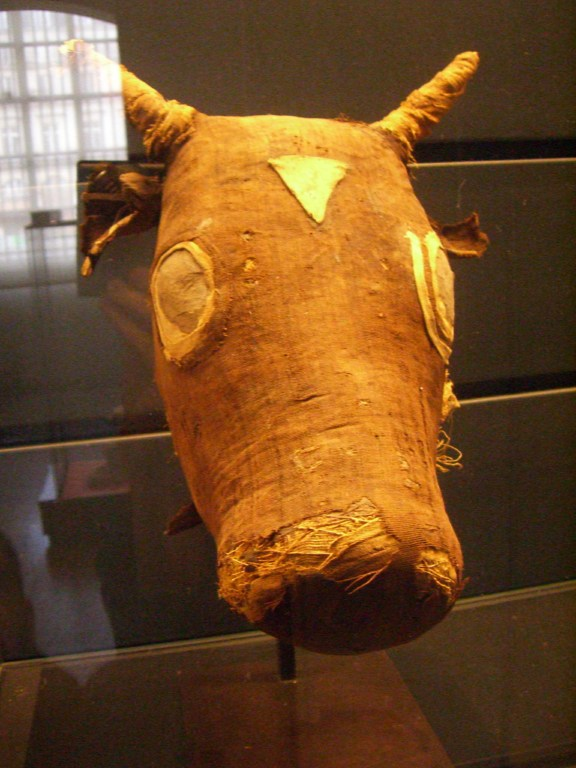
Tête d'une momie d'Apis de l'époque ptoléméenne originaire du Sérapéum de Saqqarah.

Le texte illustre tout d'abord la grande importance que revêtent à l'époque les rites des funérailles, une obligation morale, mais il témoigne aussi de la présence d'une petite communauté de Grecs ioniens à Memphis et de l'étendue de son intégration dans la culture égyptienne. Il est par exemple remarquable que son nom dérive d'Artémis, une déesse grecque, et qu'elle utilise encore des locutions telles que « sur terre et sur mer » qui n'ont de sens que dans le contexte marin de la culture grecque. D'autre part, son père porte le nom d'un pharaon du VIe siècle, Amasis, qui avait ouvert l'Égypte à l'influence grecque et qui avait autorisé des mercenaires grecs à s'installer à Memphis. Pour obtenir justice, Artémisia s'adresse toutefois aux dieux égyptiens locaux, en grec, et notamment à Osérapis, la forme funéraire du taureau Apis assimilée au dieu Osiris, le juge des âmes. Dans les siècles suivants, cette divinité syncrétique développa une grande popularité dans le bassin méditerranéen jusqu'à l'époque romaine sous le nom de Sarapis.
Dans les faits, le texte s'apparente plus à une mise en accusation qu'à une malédiction, avec une structure et des mots qui rappellent plutôt ceux employés devant un tribunal. Artémisia demande d'ailleurs expressément à Osérapis de « prononcer un jugement ».
En 1848, dans son livre Eine Reise nach Wien (Un voyage à Vienne), Therese von Bacheracht (de) décrit sa découverte du papyrus dans la salle d'apparat de la bibliothèque de la cour après l'avoir visitée avec son conservateur en chef, Eligius Freiherr von Münch-Bellinghausen, la personne à l'origine du transfert de la collection de papyrus grecs du cabinet des antiquités à la bibliothèque. Dans cette version, la datation du papyrus correspond déjà à celle actuellement acceptée, mais la lecture qui en est faite diffère : Artémisia y maudirait son père, Damasius, pour lui avoir enlevé ses enfants.